# Harry Potter e o Prisioneiro de Azkaban
Harry Potter and the Prisoner of Azkaban (Brasil e Portugal: Harry Potter e o Prisioneiro de Azkaban) é o terceiro livro dos sete volumes da série de fantasia Harry Potter, tanto em termos cronológicos como em ordem de publicação, da autora inglesa J. K. Rowling. Foi primeiramente publicado no Reino Unido pela editora londrina Bloomsbury em 1999.
O livro conta sobre o terceiro ano de Harry Potter na Escola de Magia e Bruxaria de Hogwarts. Sem a aparição de Voldemort, a trama apresenta um novo perigo para o personagem principal: Sirius Black, que teria assassinado treze pessoas com um único feitiço, fugiu da prisão de Azkaban e estaria agora o perseguindo para matá-lo. O garoto, junto com seus dois amigos, Rony e Hermione, começam a investigar o suposto assassino e acabam descobrindo muitos segredos que envolvem sua já falecida família.
O livro foi primeiramente publicado no Reino Unido no dia 8 de julho de 1999 pela editora Bloomsbury e nos Estados Unidos no dia 8 de setembro de 1999 pela editora Scholastic. No Brasil, a editora Rocco lançou o livro no primeiro dia de dezembro do ano de 2000 e em Portugal no dia 31 de março de 2000 pela editora Presença. Segundo Rowling, esse foi um dos livros mais fáceis de escrever, levando apenas um ano para ser finalizado. O romance vendeu mais de 68 mil cópias em seus primeiros três dias de lançamento no Reino Unido, e desde então contém mais de três milhões de cópias vendidas no país. O livro venceu o Whitbread de melhor livro infantil de 1999, o Bram Stoker Awards, o Locus de Melhor Romance de Fantasia, e foi indicado para muitos outros prêmios, incluindo o Hugo. Alguns consideraram o livro como "mais obscuro" do que os anteriores e notaram uma mudança na escrita de Rowling, dizendo que os personagens foram mais bem desenvolvidos e interessantes. Assim como os outros romances da série, Harry Potter e o Prisioneiro de Azkaban desencadeou alguns debates religiosos.
A adaptação cinematográfica do livro dirigida por Alfonso Cuarón foi lançada em 2004, arrecadando mais de 796 milhões de dólares e assegurando sua entrada na lista de filmes de maior bilheteria. Jogos eletrônicos baseados em Harry Potter e o Prisioneiro de Azkaban também foram lançados para diversas plataformas, sendo que a maioria obteve críticas favoráveis.

## Enredo

### Trama
Harry volta para a casa de seus tios, os Dursley, onde vê no jornal dos trouxas que um presidiário chamado Sirius Black fugiu. Quando a irmã de seu tio, Guida, os visita e começa a insultar os pais de Harry, ele involuntariamente a transforma em um balão, o que o faz fugir de casa e ser resgatado pelo Nôitibus Andante. Ele viaja até o Beco Diagonal, onde encontra Cornélio Fudge, o Ministro da Magia, que pede a Harry que permaneça no local até o começo das aulas em Hogwarts.
Uma noite antes de voltar a escola, Harry ouve que o fugitivo Sirius Black é um assassino e um dos aliados de Lord Voldemort, e que agora estaria atrás do garoto. No caminho para Hogwarts, um Dementador (criatura que suga almas) embarca no trem e faz Harry desmaiar, porém o novo professor de Defesa contra as Artes das Trevas, Remo Lupin, repele o bicho, ajuda e conta a Harry, Rony, Hermione, Neville e Gina que os Dementadores iriam guardar a escola numa tentativa de proteger os alunos (e principalmente Harry) de Black.
Mais tarde, na primeira partida de Quadribol do ano, os Dementadores invadem o campo e acabam fazendo Harry desmaiar novamente. Como ele estava a mais de 15 metros do chão, sua vassoura cai no Salgueiro Lutador e é destruída. Após sair da Ala Hospitalar, Harry pede que Lupin o ensine a como combater os Dementadores, e ele o ensina o feitiço do Patrono.

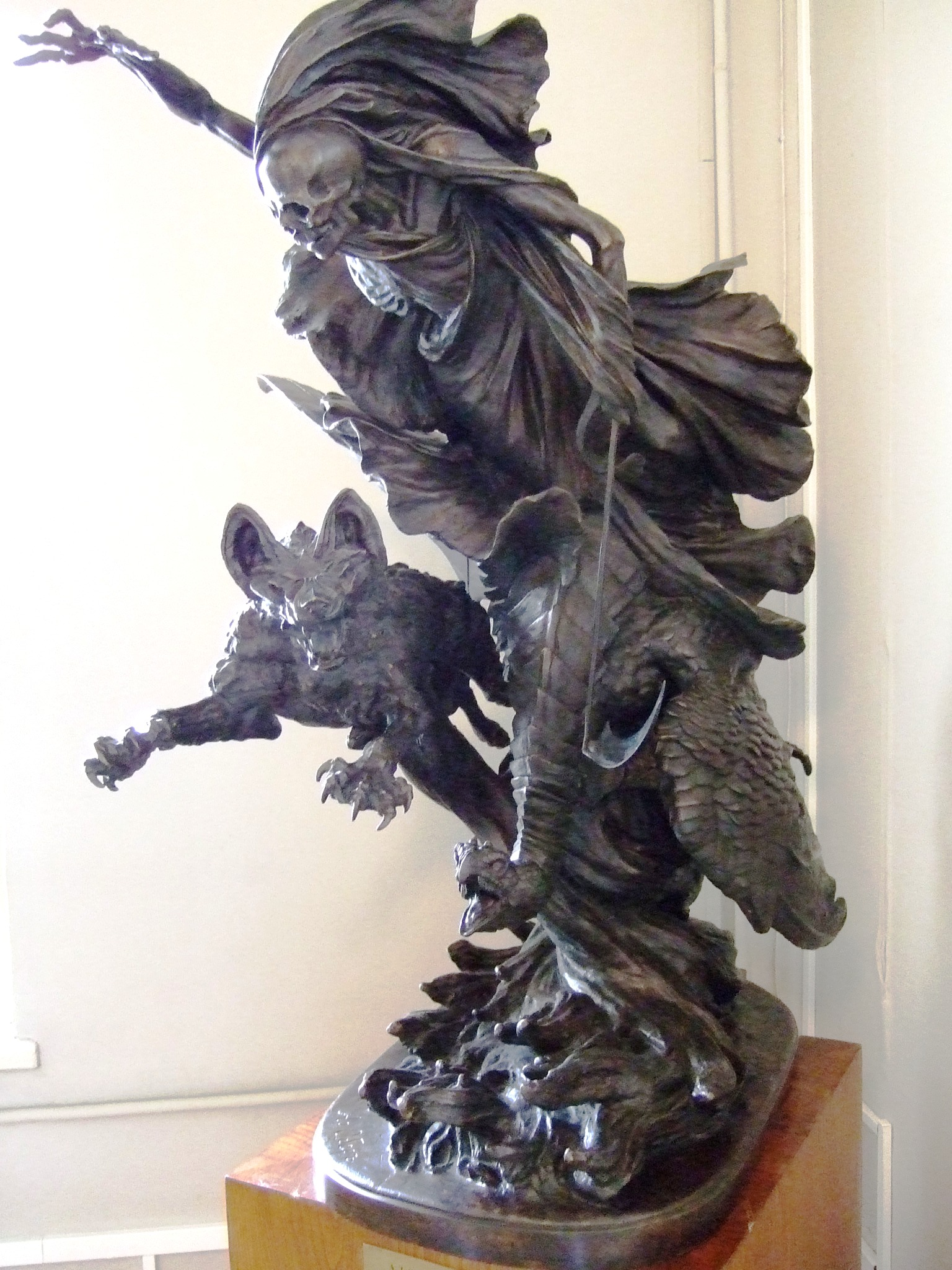
Os Dementadores são criaturas encapuzadas que se assemelham a uma representação da morte.

Na segunda visita dos alunos do terceiro ano à Hogsmeade, Fred e George dão a Harry o Mapa do Maroto, que mostra todos os lugares e pessoas de Hogwarts. Então Harry vai, sem autorização, a Hogsmeade usando uma das passagens secretas mostradas no mapa. Lá, ele ouve alguns de seus professores conversando com Fudge sobre Black, dizendo que, além de ter matado treze trouxas e seu ex-amigo Pedro Pettigrew com um só feitiço, o fugitivo era o melhor amigo dos pais de Harry, porém havia os traído entregado seu paradeiro a Voldemort.
A amizade de Rony e Hermione enfraquece quando o garoto acusa Bichento, o gato de Hermione, de ter comido seu rato Perebas. No Natal, Harry recebe a vassoura mais moderna e cara que existe, a Firebolt, de um remetente desconhecido. Temendo que a vassoura pudesse estar enfeitiçada, Hermione procura a professora McGonagall, que confisca o objeto e faz Harry e Rony ficarem bravos com ela.

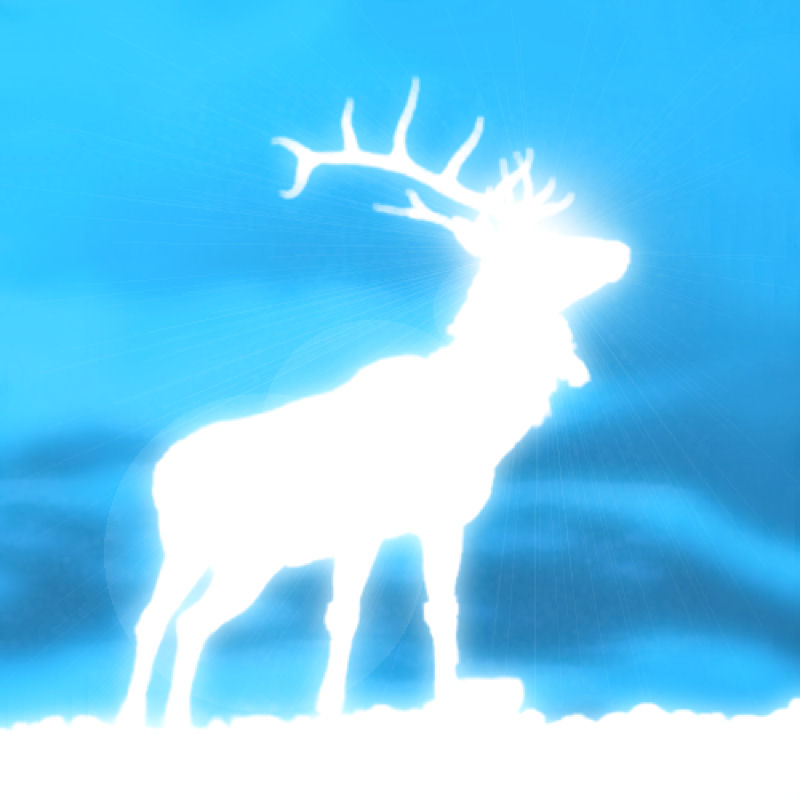
Expecto Patronum, feitiço que Harry usa para repelir os Dementadores.

Harry, Rony e Hermione tentar ajudar Hagrid a salvar Bicuço, um hipogrifo, de ser executado por atacar Draco Malfoy após ser provocado por ele. Seus esforços acabam não funcionando, e após ouvirem o animal ser morto, Perebas reaparece e tenta fugir novamente. Rony o segue e acaba sendo atacado por um grande cão preto, que Harry já havia visto diversas vezes. O cão arrasta Rony por um túnel debaixo do Salgueiro Lutador que o leva para a Casa dos Gritos. Harry e Hermione os seguem e encontram Rony e Sirius Black, o cão preto. Lupin entra no cômodo e explica a situação a Harry e seus amigos: Lupin é um lobisomem, o que fez Tiago Potter, Sirius Black e Pedro Pettigrew se transformarem em animagos, e que Perebas é na verdade Pettigrew em sua forma animal; ele tem se escondido de Sirius desde a noite da morte dos pais de Harry, quando culpou Sirius pela morte dos treze trouxas e dos pais de Harry.
Snape aparece para prender Black, e Harry o atinge com um feitiço que tira sua consciência. Lupin e Sirius transformam Pettigrew em humano para poderem matá-lo, porém Harry os detém, dizendo que seu pai não iria querer isso. Enquanto voltavam para o castelo, Lupin se transforma em lobisomem. Pettigrew escapa novamente e Sirius se transforma em cão para proteger os garotos de Remo.
Quando eles acordam no hospital, Harry, Rony e Hermione são informados que Sirius foi sentenciado a receber o Beijo do Dementador, que remove a alma do indivíduo por completo. Dumbledore aconselha Harry e Hermione a usarem o Vira-tempo, um objeto que a garota recebeu da professora McGonagall para assistir a todas as aulas; o utensílio permite que eles voltem no tempo para salvar Black. Quando Hermione gira o Vira-tempo, eles voltam um pouco antes de executarem Bicuço. Após salvarem o hipogrifo da morte, Harry e Hermione esperam Lupin se transformar em lobisomem para atraí-lo até a floresta, fazendo com que Sirius possa fugir. Quando os garotos encontram Black, ele está sendo atacado por vários Dementadores, o que faz Harry usar o feitiço do Patrono que aprendeu com Lupin e salvar o ex-prisioneiro, que voou para longe com Bicuço.

### Personagens principais

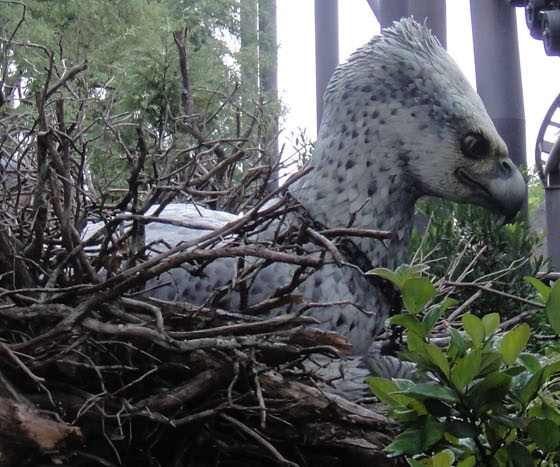
Bicuço, no parque temático de Harry Potter, em Orlando.

Harry Potter é o personagem principal do romance, que se tornou famoso por ter sobrevivido a um ataque de Lord Voldemort quando era apenas um bebê. Esse é o primeiro livro que Voldemort não aparece, porém não deixa de ficar em perigo, quando descobre que Sirius Black, um suposto antigo aliado de Lorde Voldemort, está o seguindo para matá-lo. Os dementadores são considerados como um alto perigo para Harry, uma vez que eles se alimentam de muitas lembranças tristes que Harry carrega dentro de si. Rowling o descreveu como "um garoto magricela, de cabelo preto, óculos e que não sabia que era um bruxo".
Hermione Granger é uma das protagonistas e melhor amiga de Harry e Rony. É uma menina muito inteligente que possui um conhecimento abundante sobre magia. Após ficar sabendo que Sirius estava atrás de Harry, Hermione começa a se preocupar totalmente com o garoto, fazendo que ele e Rony fiquem bravos com ela após ter entregue a vassoura que Harry ganhou no Natal de um remetente desconhecido a professora McGonagall e não apoiar que Harry fique com o Mapa do Maroto, temendo que caísse nas mãos de Black. Ela tem cabelo castanho desgrenhado e os dentes da frente bastante grandes.
Rony Weasley é o melhor amigo de Harry e Hermione. Rony vem de uma família pobre, e quando seu pai ganha centenas de libras do Ministério da Magia e usa o dinheiro para ir ao Egito. Acaba criando uma relação tensa com Hermione após acusar seu gato de ter comido seu rato. Ele é descrito como sendo ruivo, sardento e bem alto.
Sirius Black é padrinho de Harry e era o melhor amigo de Tiago e Lílian Potter. Após ser acusado de ter entregue os Potter a Voldemort e matado treze trouxas e seu ex-amigo, Black é condenado a prisão perpétua, sendo aprisionado na prisão de Azkaban. Após treze anos, ele foge da prisão para, como todos acreditavam, matar Harry em nome de Voldemort. Sirius é um animago, podendo se transformar em um grande cão preto. Rowling o descreve como tendo um "cabelo longo e emaranhado" e um "rosto afundado".
Remo Lupin é o novo professor de Defesa Contra as Artes das Trevas do terceiro ano. Faz parte dos Marotos, grupo de amigos formado por ele, Tiago Potter, Sirius Black e Pedro Pettigrew. Quando criança, foi mordido por um lobisomem, o que fez seus três amigos se transformarem em Animagos para o acompanhar nas noites que se transformava. Lupin tem uma aparência cansada e doentia, usa vestes gastas e é bastante quieto.
Severo Snape é o professor de poções de Hogwarts. Snape desconfiava que Remo Lupin estivesse ajudando Sirius Black a entrar dentro do castelo e ficava sempre aconselhando Alvo Dumbledore a demiti-lo. Ele era quem fazia as poções para Lupin não se transformar em lobisomem nas noites de lua cheia. É atacado por Harry após tentar prender Black na Casa dos Gritos. Snape é descrito como muito pálido, com um nariz grande e adunco e cabelos longos.
Alvo Dumbledore, um homem alto, magro, que usa óculos meia-lua, tem cabelos prateados e uma barba que enfia dentro de seu cinto, é o diretor de Hogwarts. Após ficar sabendo da fuga de Sirius, coloca vários Dementadores ao redor do castelo para proteger Harry. Quando Sirius é capturado e sentenciado a receber o Beijo do Dementador, Dumbledore é quem aconselha Hermione a usar o Vira-tempo e voltar para salvar Black da morte.
Rúbeo Hagrid se torna o professor de Trato das Criaturas Mágicas e, em sua primeira aula, seu hipogrifo ataca Draco Malfoy após ser insultado pelo mesmo. Isso resulta em sua quase expulsão e na execução do hipogrifo Bicuço, que é mais tarde salvo por Harry e Hermione quando viajam no tempo.
Os Dementadores são criaturas encapuzadas com forma humana que se alimentam da felicidade humana e conseguem retirar almas com o "Beijo do Dementor". Eles são os guardas de Azkaban. Harry é atacado pela primeira vez por eles quando está indo para Hogwarts e depois em uma partida de Quadribol. Após os incidentes, Harry pede ajuda a Remo Lupin, que o ensina o feitiço do Patrono.

## História do livro

### Desenvolvimento

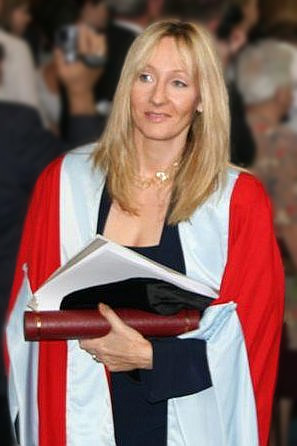
J. K. Rowling, a autora da série.

Rowling começou a escrever Harry Potter e o Prisioneiro de Azkaban um dia depois de terminar Harry Potter e a Câmara Secreta. Esse foi o livro que a escritora escreveu mais rápido e, segundo ela, o mais fácil que escreveu, pois "estava em um lugar confortável", "suas preocupações financeiras haviam acabado e a imprensa ainda não era tão excessiva".
O aspecto favorito de Rowling neste livro foi introduzir Remo Lupin na trama, afirmando que ele é um de seus personagens favoritos. A construção do vira-tempo foi uma das coisas em que Rowling encontrou mais dificuldade, tendo que se preocupar com muitas questões que viriam a aparecer e que poderiam atrapalhar a trama de toda a série. Ela acrescenta que esse é um exemplo dos vários motivos do porquê se precisa tomar muito cuidado com o que inventa. Rowling diz que é nesse livro que, mesmo sem a aparição direta de Voldemort, as coisas começam a ficar mais obscuras.

### Publicação
Com uma impressão inicial de 68.000 cópias, Harry Potter e o Prisioneiro de Azkaban foi lançado no dia 8 de julho de 1999 no Reino Unido e dois meses depois nos Estados Unidos. Assim que foi lançado, alcançou a primeira posição na lista de best-sellers do Reino Unido, fazendo de Rowling a primeira autora a ganhar o British Book Awards por três anos consecutivos. Assim como seus antecessores, O Prisioneiro de Azkaban entrou em mais de duas listas de best-sellers no Reino Unido e Estados Unidos, incluindo a lista do The New York Times.
As cópias da primeira edição do livro foram lançadas com um erro de digitação: uma linha foi pulada acidentalmente. Essas cópias valem em torno de mais de £ 40.000 (R$ 153.000). Rowling contou que tentou usar um capítulo semelhante ao primeiro de Harry Potter e o Enigma do Príncipe neste livro, porém não conseguiu encaixar do jeito que queria, então acabou descartando-o.
O romance é dedicado à Jill Prewett e Aine Kiely, amigas que Rowling fez em Portugal. Foram companheiras de apartamento e ela batizou-as de “avós do Swing”, fazendo referência ao tempo que passavam num restaurante chamado Swing.
| “ | Para Jill Prewett e Aine Kiely, as avós do Swing. | ” |

## Recepção

### Resposta da crítica
Gregory Maguire escreveu uma crítica ao The New York Times, onde disse: "Até agora, em termos de enredo, os livros não têm nada de novo, mas eles são brilhantes... até agora, tão bons." Em outra crítica do mesmo jornal foi dito que "'O Prisioneiro de Azkaban' pode ser o melhor livro de 'Harry Potter' até o momento". Um crítico da Kidsreads.com disse, "Essa fantasia acelerada irá te deixar faminto pelos livros de 'Harry Potter' que Rowling ainda está trabalhando. O terceiro ano de Harry é um encanto. Não perca." A Kirkus Reviews não deu uma opinião estrelada, porém disse, "um clímax devidamente pulsante... Os personagens principais e a história se desenrolam tão tão bem que o livro parece ter menos páginas: ou os leitores limpam seus calendários se forem fãs, ou saiam do caminho se não forem." Martha V. Parravano também deu uma crítica positiva para a The Horn Book Magazine, chamando-o de "um ótimo livro." Em adição, um comentário da Publishers Weekly afirma, "A astúcia de Rowling jamais é sinalizada, seja construindo o funcionamento do mundo mágico, ou jogando piadas rápidas... O feitiço Potter se mantém forte."
Frini Georgakopoulos, do Almanaque Virtual, diz que "Harry Potter e o Prisioneiro de Azkaban é um livro de extrema importância para a série. Esta é a primeira aventura em que Harry não enfrenta um monstro e que Voldemort não aparece. Aqui, o bicho-papão não mora embaixo da cama, mas sim dentro do peito. O terceiro livro traz um Harry mais rebelde que não atura mais os desaforos dos tios e chega a fugir de casa.” Um comentário no The Guardian diz que "os livros de 'Harry Potter' são considerados infantis, porém não importa se você tem 12 ou 21 anos".
Anthony Holden, um dos jurados que votaram contra o livro no Whitbread Award, foi, porém, negativo sobre o livro, dizendo que os personagens são "todos branco e preto" e que "o enredo é previsível, o suspense é mínimo, o sentimentalismo enjoa a cada página".

### Prêmios e indicações
Harry Potter e o Prisioneiro de Azkaban ganhou diversos prêmios, incluindo o Booklist Editors' Choice Award, o Bram Stroker Award de Melhor Trabalho para Jovens, o FCGB Children's Book Award, o Whitbread de Melhor Livro do Ano e o Locus Award de Melhor Romance de Fantasia, todos do ano de 1999. Também foi indicado ao Prêmio Hugo de Melhor Romance de 2000, porém perdeu para A Deepness in the Sky. Mais tarde, o livro ganhou o Indian Paintbrush Book Award e o Colorado Blue Spruce Young Adult Book Award, ambos em 2004. No ano de 2000, ele ganhou um American Library Association Notable Children's Book, assim como um Best Books for Young Adult, da mesma associação. Seguindo os outros dois livros da série, O Prisioneiro de Azkaban ganhou a medalha de ouro do Nestlé Smarties Book Prize e entrou no topo da lista de best-sellers do The New York Times. Em ambos os casos, foi a última vez da série que isso ocorreu. Porém, no último caso, uma lista de Best-Sellers Infantis foi criada um pouco antes do lançamento de Harry Potter e o Cálice de Fogo, em julho de 2000, com o objetivo de liberar mais espaço na lista original. Em 2003, o romance foi colocado na 24ª posição do The Big Read.

### Vendas
O romance vendeu mais de 68.000 no Reino Unido nos primeiros três dias de publicação, se tornando o livro britânico mais vendido da época. O total de vendas até o ano de 2012 revelado pelo The Guardian era de 3.377.906 cópias.

## Edições

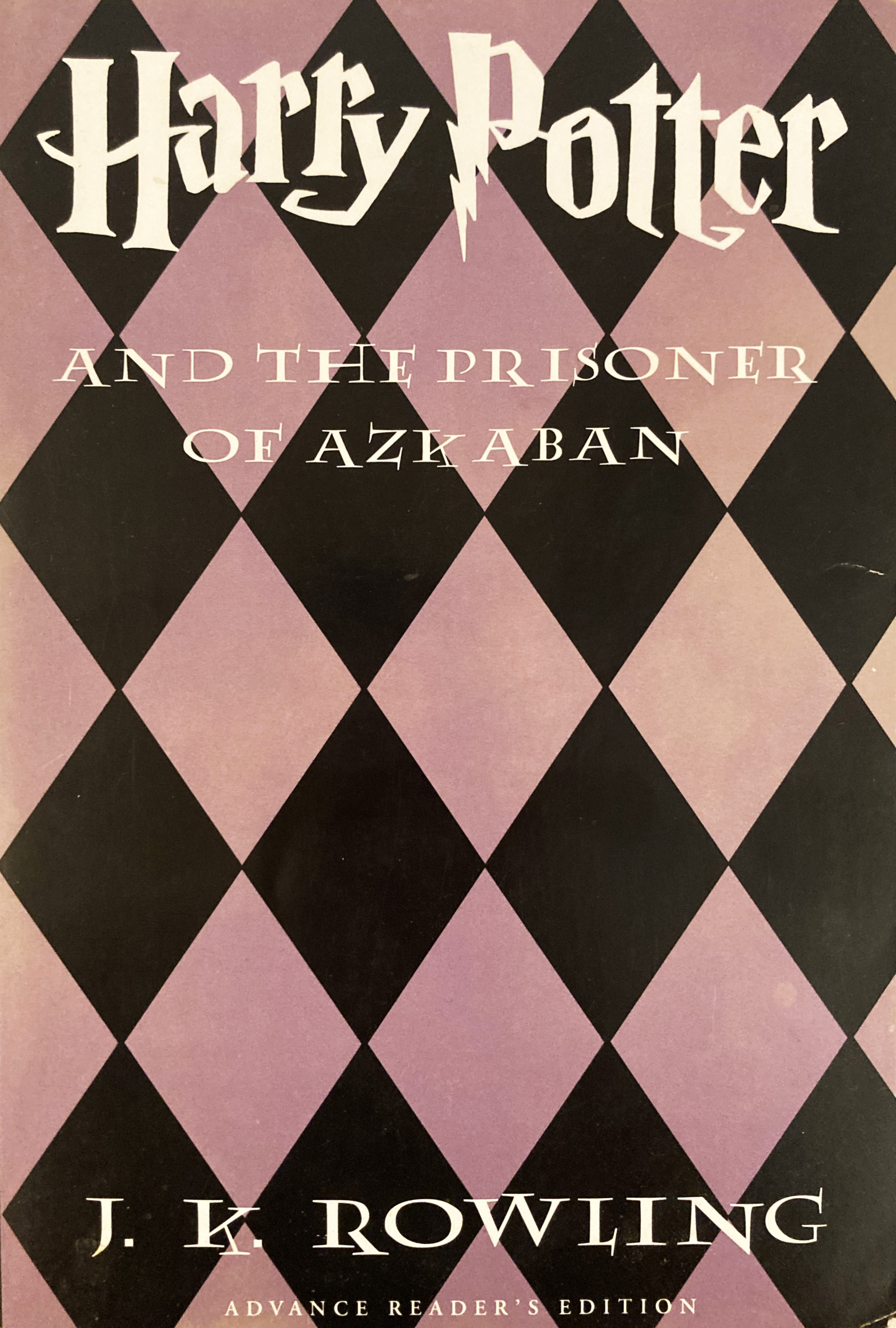
Capa de uma das edições norte-americanas do Harry Potter e o Prisioneiro de Azkaban.

Harry Potter e o Prisioneiro de Azkaban foi lançado em capa dura no Reino Unido no dia 8 de julho de 1999 e nos Estados Unidos em 8 de setembro do mesmo ano. A edição de bolso britânica foi lançada no dia 1 de abril de 2000, enquanto a americana em 2 de outubro de 2001. Ambas as versões não foram lançadas nem no Brasil nem em Portugal.
Mais tarde, a Bloomsbury lançou uma versão adulta com uma capa diferente da original em 10 de julho de 2004 e em capa dura em outubro de 2004. Uma edição especial de capa dura, com uma borda verde e uma assinatura dourada, foi lançada em 8 de julho de 1999. Em maio de 2004, a Bloomsbury lançou uma Edição de Celebração, com uma borda azul e roxa. No primeiro dia de novembro do ano de 2010, eles publicaram uma edição autografada, ilustrada por Clare Mellinsky, e em julho de 2013, uma nova capa ilustrada por Andrew Davidson foi lançada, ambas as edições foram projetadas pela Webb & Webb Design Limited.
Em 27 de agosto de 2013, a Scholastic começou a lançar novas capas de Harry Potter nos Estados Unidos para celebrar os 15 anos da série. As capas foram projetadas pelo autor e ilustrados Kazu Kibuishi.
A Rocco lançou no Brasil três boxes de edições especiais dos livros: um com capas simples e texto revisado, outro contendo capas projetadas por Kazu Kibuishi e um exclusivo, com todos os livros em capa dura.

## Adaptações

### Filme

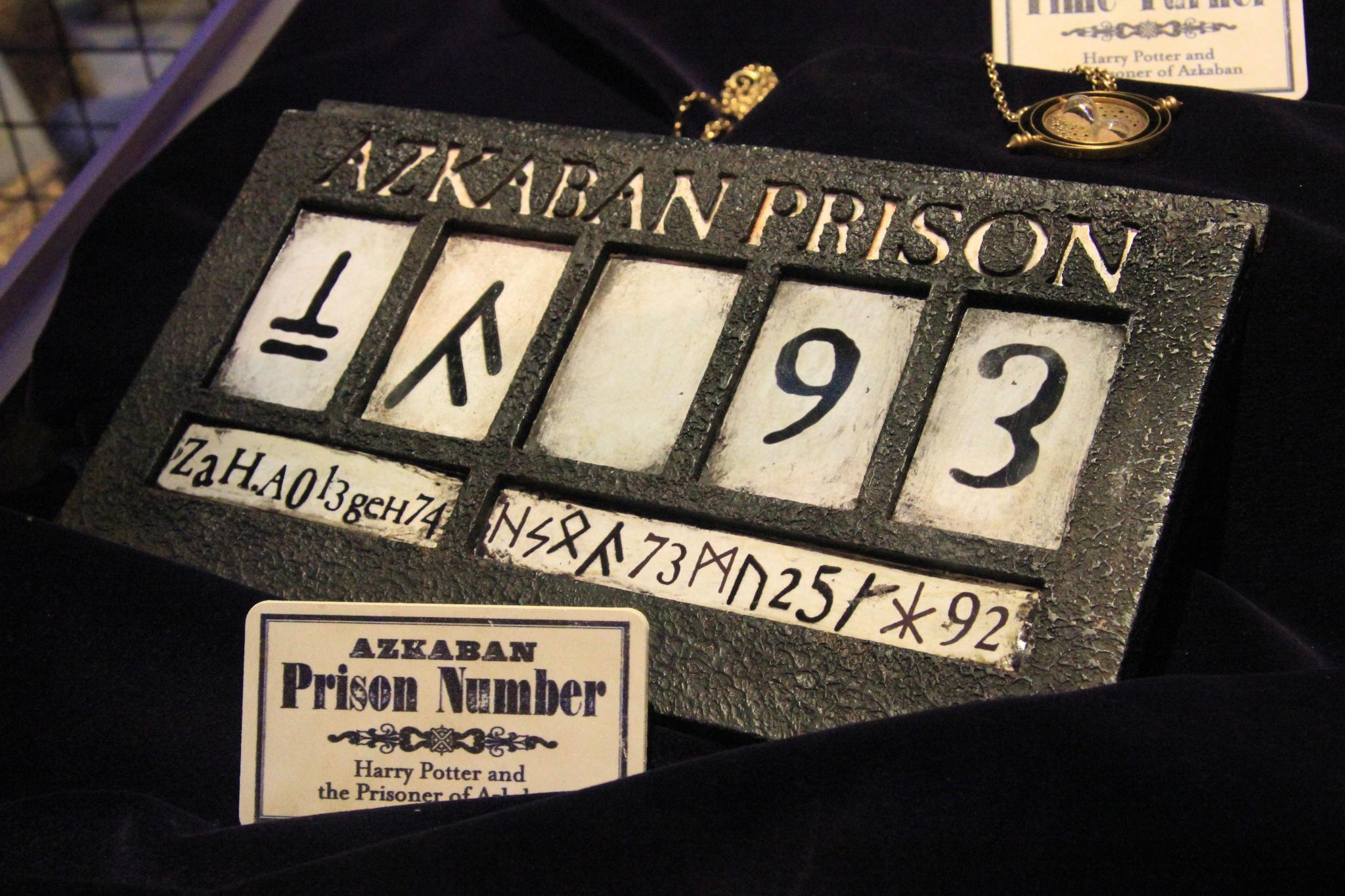
Placa de prisioneiros de Azkaban.

Em 1999, Rowling vendeu os direitos cinematográficos dos primeiros quatro livros de Harry Potter para a Warner Bros. por um milhão de libras. Sob a direção de Alfonso Cuarón, a versão cinematográfica de Harry Potter e o Prisioneiro de Azkaban estreou no dia 21 de maio de 2004. A produção foi liderada por David Heyman e o roteiro escrito pelo estadunidense Steven Kloves. A autora exigiu que o elenco principal fosse de nacionalidade britânica, mas foi permitida a participação de alguns atores irlandeses, como Michael Gambon, que retratou Alvo Dumbledore a partir do terceiro longa. Os atores que interpretaram os personagens principais nos primeiros filmes continuaram a atuar no terceiro, com exceção do falecido Richard Harris, que interpretava Dumbledore, sendo substituído por Gambon. Gary Oldman, Timothy Spall, David Thewlis e Emma Thompson foram adicionados ao elenco, interpretando, respectivamente, Sirius Black, Pedro Pettigrew, Remo Lupin e Sibila Trelawney.
O filme debutou em primeiro lugar na lista de filmes de maior bilheteria e segurou essa posição por duas semanas. A receita total do longa foi de 796 688 549 dólares, tornando-se o segundo filme de maior bilheteria do ano de 2004, ficando atrás apenas de Shrek 2. Porém, entre todos os filmes da franquia Harry Potter, O Prisioneiro de Azkaban foi o que arrecadou menos. O filme teve duas indicações ao Oscar 2005, perdendo para Homem-Aranha 2 e Em Busca da Terra do Nunca. O longa ficou na 471ª posição da lista dos 500 melhores filmes de todos os tempos da revista Empire, divulgada em 2008. Segundo o website estadunidense Metacritic, a versão cinematográfica recebeu "críticas favoráveis", dando uma pontuação de 82%, enquanto outro agregador, o Rotten Tomatoes, deu uma pontuação de 82%.

### Jogos eletrônicos
Livremente baseados no romance, os jogos foram lançados em 2004 e distribuídos pela Electronic Arts, porém produzidos por diferentes empresas.
| Desenvolvedor   | Data de lançamento | Plataforma        | Gênero                 | GameRankings | Metacritic |
| --------------- | ------------------ | ----------------- | ---------------------- | ------------ | ---------- |
| KnowWonder      | 25 de maio de 2004 | Microsoft Windows | Aventura/quebra-cabeça | 68.52%       | 67/100     |
| Griptonite      | 25 de maio de 2004 | Game Boy Advance  | RPG                    | 69.58%       | 69/100     |
| EA Bright Light | 29 de maio de 2004 | GameCube          | Ação-aventura          | 69.74%       | 67/100     |
| EA Bright Light | 29 de maio de 2004 | PlayStation 2     | Ação-aventura          | 72.59%       | 70/100     |
| EA Bright Light | 29 de maio de 2004 | Xbox              | Ação-aventura          | 68.39%       | 67/100     |

### Audiolivro
O livro, assim como todos os romances da série, foi publicado no formato de audiolivro em sua língua original. Isso aconteceu por volta do ano 2002 e contou com a voz do ator Stephen Fry para a versão distribuída na Grã-Bretanha, enquanto na versão dos Estados Unidos a história foi contada por Jim Dale. No Brasil, foram lançados audiolivros somente para o primeiro e o segundo livro, narrados por Jorge Rebelo.